# Erwin Lanc
Erwin Lanc (* 17. Mai 1930 in Wien; † 29. März 2025) war ein österreichischer Politiker (SPÖ). Er war in den Bundesregierungen Bruno Kreisky von 1973 bis 1977 Verkehrsminister und von 1977 bis 1983 Innenminister. In den Jahren 1983 und 1984 war Lanc in der Bundesregierung Fred Sinowatz als Nachfolger von Willibald Pahr und Vorgänger von Leopold Gratz der neunte Außenminister der Zweiten Republik. 
Lanc war außerdem von 1989 bis 2008 Präsident des Internationalen Instituts für den Frieden in Wien.

## Leben
Nach der Volksschule besuchte er die Realschule und bestand 1948 die Matura. Im Anschluss daran studierte er Rechtswissenschaft an der Universität Wien. Von 1949 bis 1955 war er Vertragsbediensteter im Bundesministerium für soziale Verwaltung. Danach war er bis 1959 Bundessekretär des Österreichischen Jugendherbergsverbands, anschließend Bankbeamter in der Zentralsparkasse & Kommerzialbank Wien, wo er zum Geschäftsführer des „Informationszentrums für kommunale Finanzierung“ bestellt wurde.

### Politische Laufbahn
Erwin Lanc war von 1960 bis 1966 Abgeordneter zum Wiener Landtag und Mitglied des Wiener Gemeinderats sowie Bezirksparteivorsitzender der SPÖ Wien/Margareten und Landesparteivorsitzender-Stellvertreter der SPÖ Wien. 
Vom 30. März 1966 bis zum 24. Juni 1970 und vom 19. Oktober 1970 bis zum 31. Mai 1983 war er Abgeordneter zum Nationalrat (XI.–XVI. Gesetzgebungsperiode). 
Er amtierte als Bundesminister unter den Bundeskanzlern Bruno Kreisky und Fred Sinowatz in mehreren Ämtern:
- in der Bundesregierung Kreisky II ab 17. September 1973 als Bundesminister für Verkehr;
- in der Bundesregierung Kreisky III bis zum 8. Juni 1977 als Bundesminister für Verkehr;
- in der Bundesregierung Kreisky III ab 8. Juni 1977 als Bundesminister für Inneres;
- in der Bundesregierung Kreisky IV (1979–1983) als Bundesminister für Inneres;
- in der Bundesregierung Sinowatz bis zum 10. September 1984 als Bundesminister für Auswärtige Angelegenheiten

Lanc war Mitglied des Clubs 45 und in die Lucona-Affäre verwickelt. Bei seinem Ausscheiden aus der Regierung war er als künftiger Bürgermeister und Landeshauptmann von Wien im Gespräch, musste aber Helmut Zilk weichen.

### Weitere Laufbahn
Nach seinem Rückzug aus der Tagespolitik engagierte sich Erwin Lanc, u. a. von 1989 bis 2008 als Präsident des International Institute for Peace, besonders für den internationalen Frieden und den Dialog zwischen Israelis und Palästinensern. Ab Ende 2008 war Lanc Ehrenpräsident des International Institute for Peace.

### Ehrenämter
Erwin Lanc war Vizepräsident der Arbeitsgemeinschaft für Sport und Körperkultur in Österreich (ASKÖ), von 1977 bis 1995 Präsident des Österreichischen Handballbundes (ÖHB) und von Juli 1984 bis November 2000 Präsident der Internationalen Handballföderation (IHF). Nach dem Ende seiner Präsidentschaft in ÖHB bzw. IHF war er jeweils Ehrenpräsident dieser beiden Verbände.